# Schweiz i olympiska vinterspelen 2002
Schweiz deltog i olympiska vinterspelen 2002

## Medaljer

### Guld
- Backhoppning
  - Herrar, Stora backen:Simon Ammann
  - Herrar, Lilla backen:Simon Ammann
- Snowboard
  - Herrar, Parallellstorslalom:Philipp Schoch

### Silver
- Bob:
  - Herrar, dubbel: Christian Reich, Steve Anderhub
- Curling
  - Damer:Nadia Röthlisberger, Luzia Ebnöther, Laurence Bidaud, Tanya Frei, Mirjam Ott

### Brons
- Bob:
  - Herrar, dubbel: Martin Annen, Beat Hefti
- Alpin skidåkning:
  - Störtlopp: Sonja Nef
- Curling
  - Herrar:Marco Ramstein, Christof Schwaller, Markus Eggler, Damian Grichting, Andreas Schwaller
- Längdskidåkning
  - Damer, Stafett:Andrea Huber, Laurence Rochat, Brigitte Albrecht Loretan, Natascia Leonardi Cortesi
- Skeleton
  - Herrar:Gregor Stähli
- Snowboard
  - Damer, Halfpipe:Fabienne Reuteler